# Sky Live
Sky Live, é um plano de patrocínio da Sky Brasil de todos os shows e eventos produzidos pelas empresas Planmusic, do empresário Luiz Niemeyer e XYZ Live, do grupo ABC. O nome da SKY também será associado ao Rock in Rio como na última edição brasileira, a empresa patrocinará os eventos em Lisboa e Madrid. Todos os patrocínios envolvendo shows, esportes e entretenimento farão parte da plataforma SKY Live.